# SDS (grupa artystyczna)
Grupa SDS – grupa twórcza działająca od 1984 r. na pograniczu poezji, literatury, plastyki i fotografii. 

Działalność w ramach Kultury Zrzuty, neodadaistyczna, post-surrealistyczna, neoekspresjonistyczna oraz postmodernistyczna.

## Skład grupy
- Marek Sobczak
- Wojciech Marek Darski
- Andrzej Sulima-Suryn
- Radosław Krupiński
- Bogdan Hildebrandt
- Radosław Czarkowski

## Działalność
Grupa powstała w sierpniu 1984 roku przy okazji wydania poza cenzurą w Giżycku i w Suwałkach pisma poetyckiego. Nazwa SDS była pomysłem Wojciecha Marka Darskiego, który w styczniu 1985 r., w liście do Marka Sobczaka zaproponował, utworzenie nazwy grupy od początkowych liter nazwisk: Sobczak, Darski, Sulima-Suryn. W latach 1984–88 główne akcenty działalności SDS położone były na poezję. Grupa brała udział w Czerwcach Poetyckich w Olecku, Jesieniach Poetyckich w Warszawie, warsztatach tygodnika Radar, wystąpieniach w Poznaniu, Suwałkach i Giżycku. Ukazało się wówczas jedenaście poetyckich numerów pisma SDS w nakładzie 100 egzemplarzy odbijanych na kserografie i cztery duże pisma SDS poświęcone sztuce. Grupa SDS w ramach Kultury Zrzuty współpracowała z grupą Łódź Kaliska i Jackiem Kryszkowskim. Uczestniczyła w III Niemym Kinie w Łodzi (w 1985 r.), oraz plenerach w Teofilowie (1985 r. i 1990 r).
Od 1988 r. akcenty działalności SDS położone zostały na plastykę i fotografię. W grupie pojawili się wówczas: Radosław Krupiński i Bogdan Hildebrandt, zaś w 1990 r. Radosław Czarkowski. Wystawa grupy SDS „Hello Neue Socrealizm!” (1988 r.) w suwalskiej galerii Pretekst została zdjęta po osiemnastu godzinach po interwencji Służby Bezpieczeństwa. Następna wystawa SDS „Eskimo Suwałki Suwałki” (1989 r.) została otwarta o szóstej rano w suwalskiej galerii N-BWA. W 1990 r. SDS pokazało swoje prace w poznańskiej galerii DESA pt. „SDS über Alles”. W latach dziewięćdziesiątych grupa SDS zaprzyjaźniła się także z hamburską grupą Minus Delta T i Mike Hentzem, na którego zaproszenie brała udział w wystawach 
w Hochschule für bildende Künste w Hamburgu.
W latach 1991–94, Marek Sobczak założył i kierował galerią Chłodna 20 w Suwałkach. W ramach jej działalności indywidualne wystawy mieli członkowie grupy SDS: Marek Sobczak (1992 r.), Radosław Krupiński (1993 r.), Radosław Czarkowski (1993 r.). w galerii wystawiali także: Edward Dwurnik, Leszek Knaflewski, Eugeniusz Markowski, Jan Świtka i Isabela Lleó Castells.
W latach 1991–99 Radosław Krupiński prowadził suwalską galerię Pacamera.

W latach 2004-6 grupa SDS (Marek Sobczak i Bogdan Hildebrandt) zrealizowała cykle prac: fotograficzno-poetycki „Projekt 1.11” oraz fotograficzny „Sacrum + Tourism”, stawiający pytanie o cel podróży do miejsc świętych: czy podróżujemy do nich jako turyści, czy też pielgrzymi?
28 lipca 2012 roku, Marek Sobczak i Bogdan Hildebrand, jako grupa SDS, uczcili w przestrzeni cyfrowej 125. urodziny Marcela Duchampa.
Grupę SDS interesowało zacieranie granic pomiędzy różnymi dyscyplinami sztuki, w podobnym zakresie posługiwała się kolażem i czarnym humorem, co fotografią, grafiką i malarstwem. Wykorzystywała działania grupowe, by dotrzeć do wspólnego punktu z różnych twórczo miejsc. W taki sposób powstały wspólne wiersze (collages): Wojciecha Marka Darskiego i Andrzeja Sulimy-Suryna, Wojciecha Marka Darskiego i Marka Sobczaka oraz Marka Sobczaka i Bogdana Hildebrandta. Takie też były wspólne akcje SDS-u.

## Wybór wystaw i wystąpień
- 1985 – Ostatnia wieczerza w tym sezonie (SDS: Sobczak, Darski), galeria Pretekst, Suwałki. Wystawa rysunku, performance, czytanie wierszy.
- 1988 – Coitus Abruptus (SDS: Darski, Sobczak, Sulima Suryn), zamek, Barciany. Czytanie wierszy.
- 1988 – Coitus Abruptus (SDS: Darski, Sobczak, Sulima Suryn), Czerwiec Poetycki, Olecko. Czytanie wierszy.
- 1988 – Hello Neue Socrealizm! (SDS: Sobczak, Krupiński, Hildebrandt), Galeria Pretekst, Suwałki.
- 1989 – Cait-Hoch-Baum (SDS: Sobczak, Krupiński, Hildebrandt), galeria 3V, Klub Twórców, Suwałki.
- 1989 – Eskimo Suwałki Suwałki, (SDS: Sobczak, Krupiński, Hildebrandt), Galeria N-BWA, Suwałki.
- 1989 – SDS śpiewa i tańczy, czyli wystawa garderoby przysyłanej nam przez krewnych z Ameryki (SDS: Sobczak, Krupiński, Hildebrandt), Galeria N-BWA, Suwałki.
- 1989 – Znów razem (SDS: Sobczak, Krupiński, Hildebrandt), galeria 3V, Klub Twórców, Suwałki.
- 1990 – Szkicownik (SDS: Sobczak, Krupiński), Galeria BWA, Suwałki.
- 1990 – SDS über Alles (SDS: Sobczak, Krupiński, Czarkowski), Galeria Desa, Galeria Polony, Poznań.
- 1990 – Suwałker w klatce (SDS: Sobczak, Krupiński, Hildebrandt, Czarkowski, Darski), wystawa na klatce schodowej pracowni Marka Sobczaka, Suwałki.
- 1990 – Malarstwo, Grafika, Rysunek SDS (SDS: Sobczak, Krupiński, Czarkowski), Galeria Desa, Galeria Polony, Poznań.
- 1991 – Psychodeliczny sen doktora Pawłowa (SDS: Sobczak, Krupiński, Hildebrandt, Czarkowski, Mieruński), galeria BWA, Suwałki.
- 1991 – 35 stunde Sommerfest (SDS: Sobczak, Darski), Hochschule für Bildende Künste, Hamburg (Niemcy).
- 1991 – Kunstwelt (SDS: Sobczak), Hochschule für Bildende Künste, Hamburg (Niemcy).
- 1998 – 13 w smudze cienia (SDS: Sobczak, Darski), Staromiejski Dom Kultury, Warszawa, czytanie wierszy i grafika.
- 2005 – Projekt 1.11 (SDS: Sobczak, Hildebrandt), Warszawski Festiwal Fotografii Artystycznej, galeria Wyjście Awaryjne, Staromiejski Dom Kultury, Warszawa.
- 2005 – Projekt 1.11 (SDS: Sobczak, Hildebrandt), galeria K2, Gołdap.
- 2006 – Projekt 1.11 (SDS: Sobczak, Hildebrandt), Galeria Pod Arkadami, Łomża.
- 2006 – Sacrum + Turism (SDS: Sobczak, Hildebrandt), 5e Biennale Européenne d’Art Contemporain. Tabou or not Tabou, Association Le Manif, Nîmes (Francja).
- 2006 – Sacrum + Turism (SDS: Sobczak, Hildebrandt), 5e Biennale Européenne d’Art Contemporain. Tabou or not Tabou, Galery Meno Parkas, Kaunas (Kowno, Litwa).
- 2006 – Sacrum + Turism (SDS: Sobczak, Hildebrandt), 5e Biennale Européenne d’Art Contemporain. Tabou or not Tabou, Galeria Zamek, Reszel.
- 2006 – Sacrum + Turism (SDS: Sobczak, Hildebrandt), 5e Biennale Européenne d’Art Contemporain. Tabou or not Tabou, Edinburgh Sculpture Workshop, Edinburgh (Szkocja).
- 2012 – 125. urodziny Marcela Duchampa (SDS: Sobczak, Hildebrandt), działalność w przestrzeni cyfrowej.